# NGC 6917
NGC 6917 is een spiraalvormig sterrenstelsel in het sterrenbeeld Dolfijn. Het hemelobject werd op 15 augustus 1863 ontdekt door de Duitse astronoom Albert Marth.

## Synoniemen
- UGC 11563
- MCG 1-52-7
- ZWG 399.10
- IRAS 20249+0755
- PGC 64715